# مالی‌دره
مالی دره، روستایی است از توابع بخش مرکزی منطقه سرخ‌آباد شهرستان سوادکوه در استان مازندران ایران.

## جمعیت
این روستا در دهستان راستوپی قرار دارد و براساس سرشماری مرکز آمار ایران در سال ۱۳۸۵، جمعیت آن ۹ نفر (۴خانوار) بوده‌است.